# リーガダイジェスト!
リーガダイジェスト!は、WOWOWが2008年-2009年シーズンから2022-2023シーズンまで放送しているサッカー情報番組、WOWOWライブ（テニスのグランドスラム大会中継などがある場合WOWOWプライムで放送される場合あり）。

## 概要
ラ・リーガ週末開催全試合全ゴール（現地月曜開催分除く）のダイジェストや、番組限定企画などを放送。
2017年-2018年シーズンから放送時間を15分拡大し、45分となった。エル・クラシコ開催直前のみ、60分拡大版として放送される。

## 番組終了
近年は、DAZNにサブライセンス権料を支払い、放送してきたが、放映権料の高騰などの事情から2022-2023シーズンを以って放送を終了することになった。
最終回となる2023年6月5日は、「リーガダイジェスト最終回拡大版！」として90分間放送された。

## 放送時間
リーグ開催期間（8月から翌年5月）のみ。月曜日23:00 - 23:45（テニスのグランドスラム大会中継などがある場合は放送時間変更あり）。

## 主な出演者

### 終了時
MC
- 薮宏太（2020年9月14日-2023年6月5日）男性アイドルグループHey! Say! JUMPメンバー[注釈 1][3]

進行
- 市場里奈（2022年8月15日-2023年6月5日）フリーアナウンサー・ジョイスタッフ所属

ハイライト実況
- 柄沢晃弘、横内洋樹 （共にWOWOWアナウンサー・交代制）[注釈 2]

解説
- 都並敏史、宮澤ミッシェル、北沢豪（1名出演・交代制）

### 不定期
解説
- 野口幸司、安永聡太郎（都並、宮澤、北沢の3名が出演しない日の代理）

### 過去
MC
- 川平慈英（2008年9月-2012年5月） - 初代
- 山田泰三（2012年8月-2014年5月） - 二代目
- ヒデ（2014年8月-2020年8月31日） - 三代目　お笑いコンビ ペナルティ、市立船橋高校時代はサッカー部に所属しインターハイ優勝経験あり [4]
- パンサー 尾形貴弘（2016年12月5日） - 代理MC[5]

リーガスペシャルサポーター
- 白石隼也（2013年8月-2014年5月）

進行
- 大沢亜希子（2010年8月-2012年5月）
- 木村英里（2012年8月-2014年5月）
- 土田優香（2014年8月-2015年3月）
- 荻野仁美（2015年8月-2019年3月）
- 福長英未（2019年4月-2022年5月24日）

リーガール
- 深谷理紗（2012年10月-2013年5月） - 初代
- 岩﨑名美（2013年8月-2014年5月） - 二代目
- 久慈暁子（2014年8月-2015年5月） - 三代目。元フジテレビアナウンサー
- 武田玲奈（2015年8月-2016年5月） - 四代目[6]
- 杉山セリナ（2016年8月-2017年5月） - 五代目[7][8]。荻野アナがテニスのグランドスラム大会中継の場合は代理でアシスタントを務めた[9]
- 松田るか（2017年8月-2018年5月） - 六代目[10]
- 鈴木美羽（2018年8月-2019年5月） - 七代目[11]
- 井口綾子（2019年8月-2020年8月） - 八代目[12]
- 森山るり（2020年9月 - 2021年5月） - 九代目[13]